# District de Kech
Le district de Kech (en ourdou : ضلع کیچ) ou anciennement district de Turbat (تربت) est une subdivision administrative du sud de la province du Baloutchistan au Pakistan. Créé en 1977 autour de sa capitale Turbat, le district comprend une large frontière avec l'Iran.
Traversé par la rivière Kech, le district est principalement rural et aride. Surtout pauvre et vivant de l'agriculture, la population d'environ 900 000 habitants en 2017 est en majorité constituée de tribus baloutches.

## Histoire

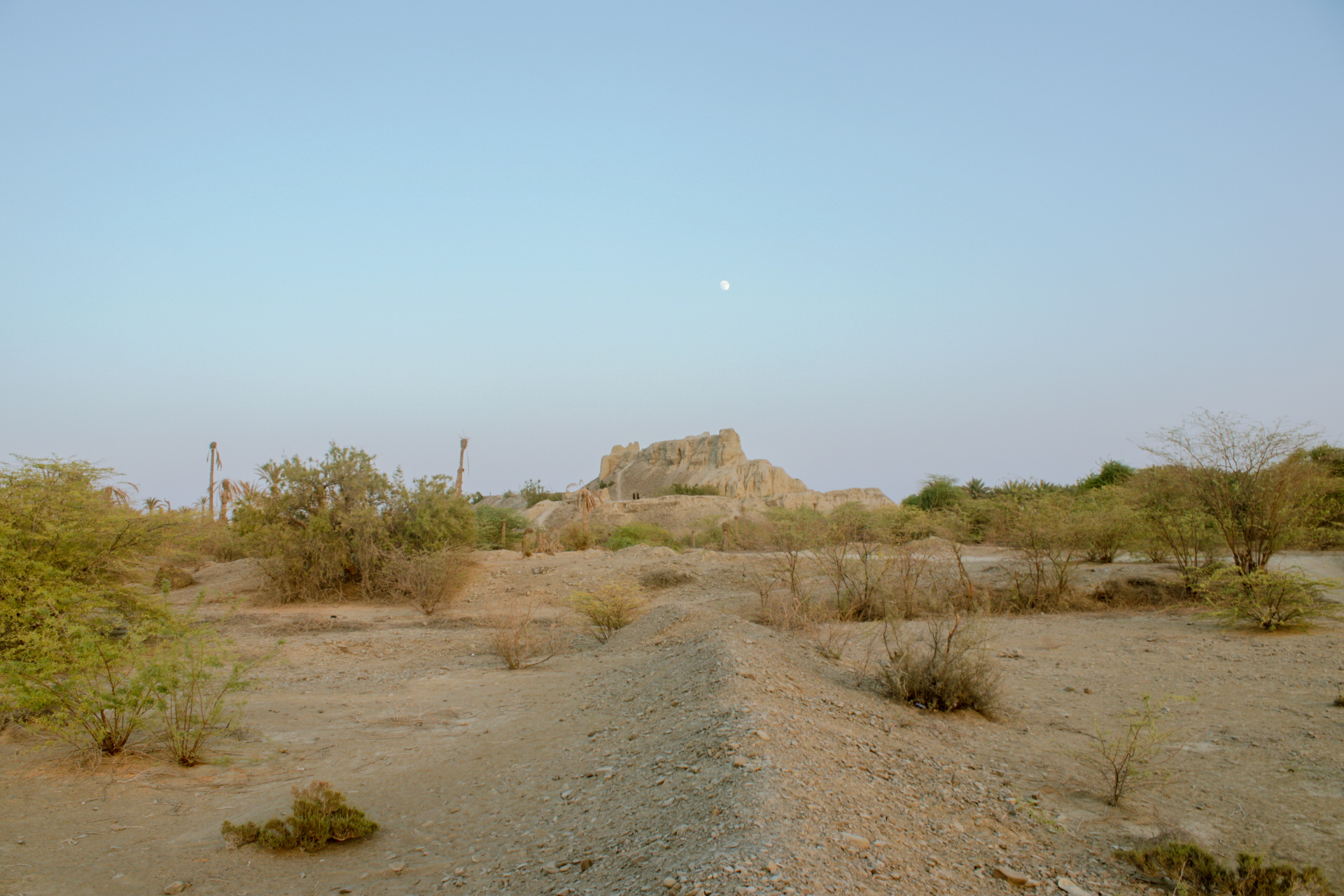
Vestiges du fort de Kalatuk.

Le district fait partie de l'État princier de Makran jusqu'à sa disparition le 14 octobre 1955.
Le 1er juillet 1977, le district de Turbat est créé alors qu'il était auparavant inclus au sein de Makran, qui cesse d'être un district pour devenir une division regroupant trois districts.
En 1995, le district est rebaptisé Kech, son anciennement nomination.

## Démographie
Lors du recensement de 1998, la population du district a été évaluée à 185 498 personnes, dont environ 17 % d'urbains. Le taux d'alphabétisation était de 28 % environ, soit bien moins que la moyenne nationale de 44 %. Il se situait à 38 % pour les hommes et 16 % pour les femmes, soit un différentiel de 22 points, contre 25 pour la moyenne nationale.
En 2012, l'alphabétisation est estimée à 40 % par les autorités, dont 62 % pour les hommes et 18 % pour les femmes.
Le recensement suivant mené en 2017 pointe une population de 909 116 habitants, soit une croissance annuelle de 4,2 %, supérieure aux moyennes provinciale et nationale de 3,4 % et 2,4 % respectivement. Le taux d'urbanisation augmente pour passer à 33 %.
Le district est principalement peuplé par des tribus baloutches. Le district compte quelques minorités religieuses : 1,3 % d'hindous et 0,8 % de chrétiens en 1998 ainsi que de rares zoroastriens vers la frontière iranienne, et des sikhs.

## Administration

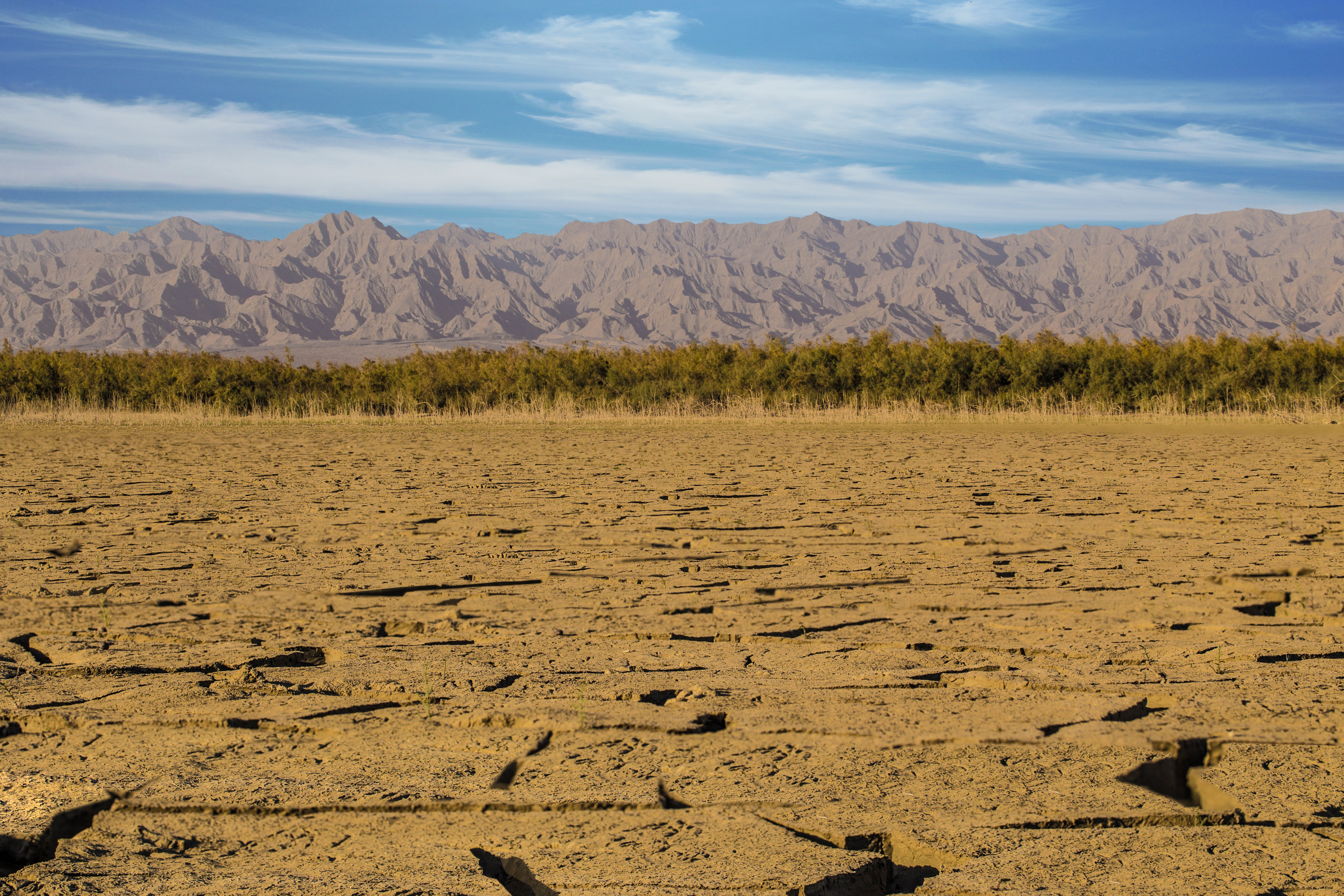
Paysage près de Turbat.

Le district est divisé en huit tehsils ainsi que 37 Union Councils.
| Tehsil    | Population (rec. 2017) |
| --------- | ---------------------- |
| Balnigore | 45 065                 |
| Bulaida   | 77 115                 |
| Dasht     | 77 291                 |
| Hoshab    | 51 446                 |
| Kech      | 417 898                |
| Mand      | 50 815                 |
| Tump      | 146 286                |
| Zamoran   | 43 200                 |

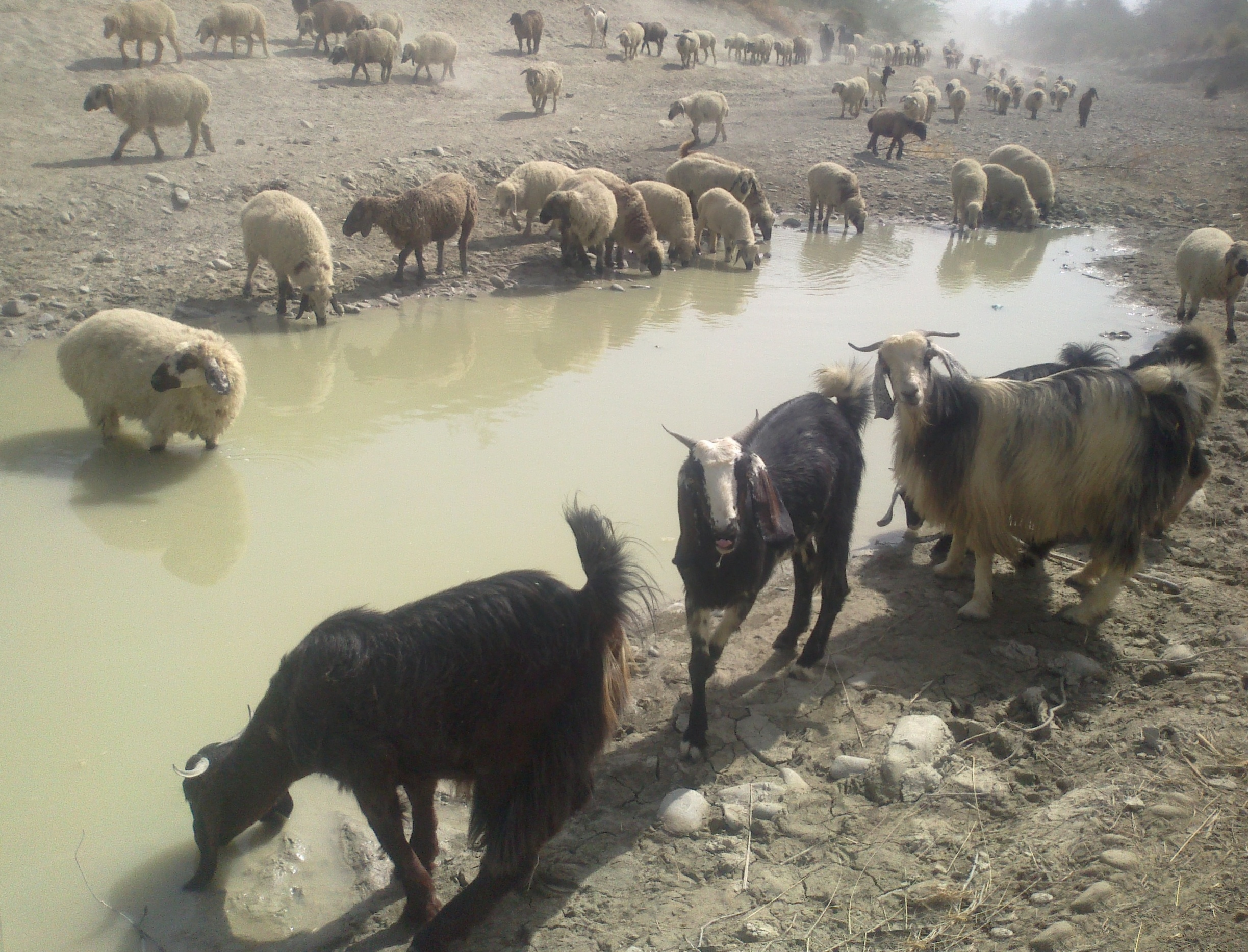
Troupeau de chèvres et moutons.

Le district compte près de 300 000 urbains selon le recensement de 2017, dont la quasi-totalité sont répartis dans les trois plus grandes villes : la plus peuplée est de loin la capitale Turbat qui se trouve être la deuxième plus importante de la province du Baloutchistan.
| Ville  | Population (rec. 2017) |
| ------ | ---------------------- |
| Turbat | 213 557                |
| Tump   | 48 766                 |
| Buleda | 39 813                 |

## Économie et éducation

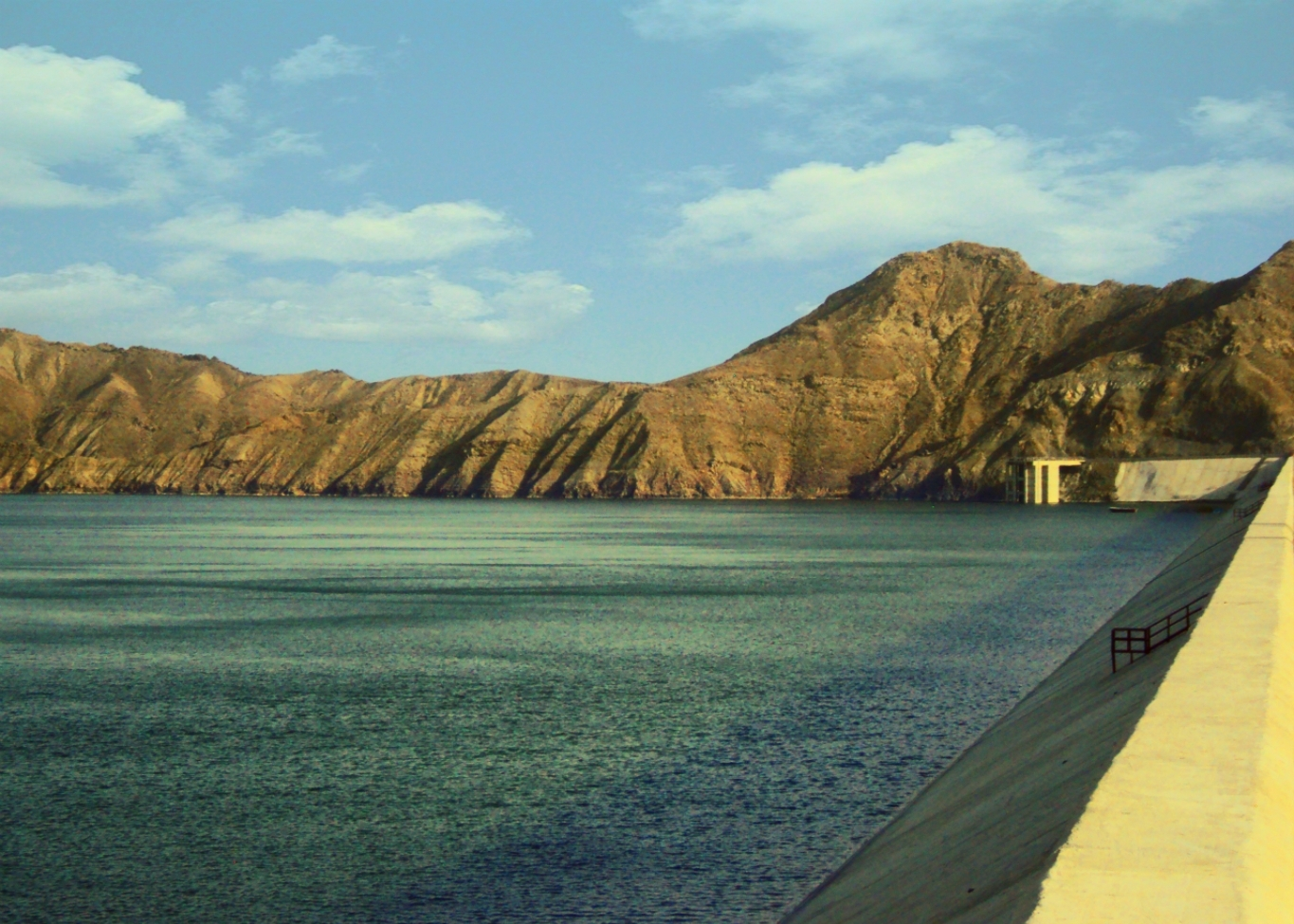
Le barrage de Mirani.

La population vit principalement sous un climat aride mais profite toutefois d'une certaine humidité offerte par différents cours d'eau, dont surtout la rivière Kech qui traverse le district d'est en ouest. Inauguré en 2006, le barrage de Mirani sur le fleuve Dasht fournit un réservoir d'eau qui permet le développement d'une petite agriculture qui fait vivre près d'un quart des travailleurs du district. 
Moins de 3 % de la superficie totale est cultivée, soit environ 600 kilomètres carrés, avec une production surtout orientée vers l'orge, le blé, les dattes et le coton. L'élevage de chèvres et de moutons est également une source importante de subsistance : on en compte en moyenne près de huit par ménage rural en 2012.
Près de 85 % des enfants du district sont scolarisés dans le primaire, mais ce taux chute à 50 % pour le secondaire.

## Insurrection baloutche
Le district de Kech est touché par les guerres baloutches qui voient s’affronter les autorités centrales à des indépendantistes baloutches, notamment issus du Front de libération du Baloutchistan. Les cas de violations des droits humains, notamment de disparitions forcées, sont une source de conflits entre la population et les autorités. Le district compte environ 600 policiers répartis dans cinq commissariats chargés de la sécurité dans les villes, tandis que 700 miliciens tribaux sont chargés des zones rurales. Les Frontier Corps sont quant-à eux chargés des zones frontalières.

## Politique

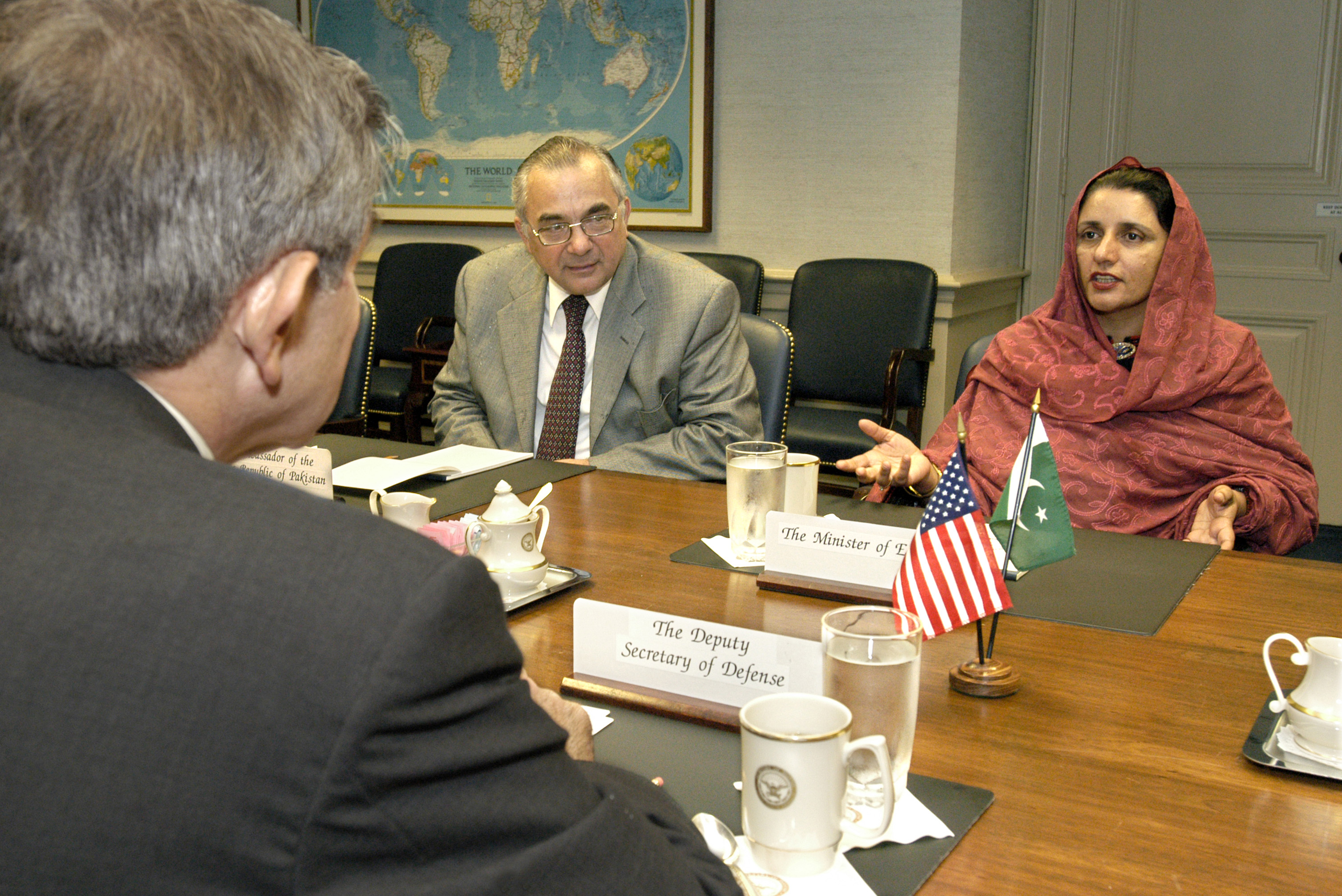
La ministre Zubaida Jalal Khan est élue du district.

De 2002 à 2018, le district est représenté par les trois circonscriptions no 48 à 50 à l'Assemblée provinciale du Baloutchistan. Lors des élections législatives de 2008, elles ont été remportées par deux candidats du Parti national baloutche et un indépendant, et durant les élections législatives de 2013, par deux candidats du Parti national et un candidat de la Ligue musulmane du Pakistan (Q). À l'Assemblée nationale, il est partiellement représenté par la circonscription no 272, qu'il partage avec le district de Gwadar. Lors des élections législatives de 2008, elle a été remportée par un candidat du Parti national baloutche, et de même durant les élections de 2013.
Depuis le redécoupage électoral de 2018, le district est représenté par la circonscription nationale no 271 et les quatre circonscriptions provinciales 45 à 48. Lors des élections législatives de 2018, elles sont surtout remportées par des candidats du Parti baloutche Awami, dont Zubaida Jalal Khan pour la circonscription nationale.
| Parti                                       | Voix (province) | %       | Élus provinciaux |
| ------------------------------------------- | --------------- | ------- | ---------------- |
| Parti baloutche Awami                       | 34 980          | 47,50 % | 3                |
| Parti national baloutche (Awami)            | 21 110          | 28,67 % | 1                |
| Parti national baloutche                    | 3 204           | 4,35 %  | 0                |
| Parti national                              | 2 852           | 3,87 %  | 0                |
| Muttahida Majlis-e-Amal                     | 1 612           | 2,19 %  | 0                |
| Autres partis                               | 1 471           | 2,00 %  | 0                |
| Indépendants                                | 8 406           | 11,42 % | 0                |
| Total exprimés (participation : 40,35 %)    | 73 635          | 100 %   | 4                |
| Source : Commission électorale du Pakistan, |                 |         |                  |